# Rhynchosia parviflora
Rhynchosia parviflora är en ärtväxtart som beskrevs av Ernst Meyer. Rhynchosia parviflora ingår i släktet Rhynchosia och familjen ärtväxter. Inga underarter finns listade i Catalogue of Life.